# Морисън (окръг)
Окръг Морисън (на английски: Morrison County) е окръг в щата Минесота, Съединени американски щати. Площта му е 2986 km², а населението - 31 712 души (2000). Административен център е град Литъл Фолс.